# Fernanda da Silva
Fernanda França da Silva (n. 25 septembrie 1989, în São Bernardo do Campo) este o handbalistă braziliană care joacă pentru clubul german SG BBM Bietigheim și echipa națională a Braziliei pe postul de extremă stânga. 
Pe 26 februarie 2014, în timp ce se afla sub contract cu clubul austriac Hypo Niederösterreich, presa a anunțat că, începând din vara anului 2014, Fernanda da Silva va juca pentru echipa CSM București, care evoluează în Liga Națională. În vara anului 2016, ea s-a transferat la clubul german SG BBM Bietigheim.

## Palmares
- Liga Națională a Austriei:
  - Câștigătoare: 2012, 2013

- Cupa Austriei:
  -  Câștigătoare: 2012, 2013

- Liga Națională:
  - Câștigătoare: 2015, 2016

- Cupa României:
  -  Câștigătoare: 2016
  - Finalistă: 2015

- Liga Campionilor EHF:
  -  Câștigătoare: 2016

- Cupa Cupelor EHF
  -  Câștigătoare: 2013

- Jocurile Panamericane:
  - Câștigătoare: 2011

- Campionatul Mondial:
  -  Câștigătoare: 2013

- Campionatul Panamerican:
  - Câștigătoare: 2011, 2013

- Campionatul Sud-American:
  - Câștigătoare: 2013

- Cupa Provident:
  -  Câștigătoare: 2013

## Premii
- Extrema stânga (feminin) a anului în Austria: 2013
- Cea mai bună marcatoare la Campionatul Panamerican de Handbal Feminin: 2013
- Cetățean de onoare al Bucureștiului (2016)[3][4]